# Jordi Moraleda i Perxachs
Jordi Moraleda i Perxachs (Barcelona, 15 d'octubre de 1950 - Barcelona, 26 de juliol de 2020) fou director, músic instrumentista i compositor de música catalana.

## Formació
Nascut a Barcelona en el si d'una família molt vinculada a la música, va començar els seus estudis musicals als deu anys al Conservatori Superior d'aquesta ciutat, on va cursar les carreres de solfeig, piano, fagot, contrabaix, percussió, direcció d'orquestra, instrumentació i composició, harmonia musical, contrapunt i fuga.
L'any 1972 va realitzar a França estudis de perfeccionament de piano amb Pierre Sancan i de composició amb Tony Aubin, tots ells professors del Conservatori de París.
A més, l'any 1974 va obtenir el Premi d'Honor de grau superior de Fagot, en el Conservatori Superior Municipal de Música de Barcelona.
Així mateix, va obtenir també el Certificat Supérieur de Langue Française, per l'Institut Français en Espagne i la Université de Toulouse. Posteriorment, va realitzar un postgrau de percussió i música contemporània amb Siegfried Fink.

## Trajectòria
Va ser membre fundador, juntament amb Konstantin Simonovitch, Àngel Soler, Josep Maria Mestres Quadreny i Anna Ricci (entre d'altres) del "Conjunt català de música contemporània", va formar part del "Grup de percussions de Barcelona" amb Xavier Joaquim i Angel Pereira i també va pertànyer al grup de música del renaixement "Ars Musicae" i la Capella Clasica Polifónica del FAD. Va exercir com a professor de piano i d'harmonia musical al "Centre d'estudis musicals de Vallvidrera".
Com a instrumentista, va formar part de l'Orquestra Simfònica del Vallès, l'Orquestra Ciutat de Barcelona i Nacional de Catalunya i de l'Orquestra del Gran Teatre del Liceu. Fou també membre de tribunal en diversos concursos de composició i d'interpretació.
En el món discogràfic i audiovisual, la seva trajectòria és molt dilatada. Va ser soci fundador, productor discogràfic i tècnic de mescles de les empreses de sonorització i doblatge Trigono S.L. i Audiotrack S.A.. Va realitzar música per cinema, televisió i teatre, incorporant a les seves produccions els últims avenços electrònics i informàtics. Fou una persona fortament vinculada a la Nova cançó com a arranjador i com a acompanyant d'artistes com Guillermina Motta, Joan Baptista Humet i Maria del Mar Bonet, amb qui va actuar a la sala Olympia de París.
És autor d'una trentena de sardanes i té premis de composició als concursos de la SGAE, premis Francesc Basil, Ceret-Banyoles, Amer, Vilassar de Mar Agramunt i Lloret. Les seves sardanes de concert i de plaça, sovint són interpretades per les principals formacions del moment, i moltes d'elles han estat enregistrades en disc. És també autor de diverses obres de música de cambra, d'instrumentacions per a banda simfònica, i de gloses per a una i dues cobles, així com d'un concert per a tenora.
Va dirigir les seves obres davant de formacions tan prestigioses com la cobla La Principal de la Bisbal, la Cobla Cobla Sant Jordi – Ciutat de Barcelona, la cobla Montgrins, la cobla Selvatana, la Cobla Simfònica de Catalunya, la Cobla Ciutat de Girona i fins i tot amb la Banda Municipal de Barcelona. Diverses agrupacions han enregistrat les seves obres.
L'any 1986 va guanyar per oposició la plaça de fagot solista a la Banda Municipal de Barcelona, agrupació de la qual va formar part fins a retirar-se de la carrera professional l'any 2015.
L'any 2007 va ser designat director adjunt de la Banda Municipal de Barcelona, juntament amb Rafael Grimal i Joan Lluís Moraleda.

## Obra de l'autor (selecció)

### Algunes sardanes
- Barcelona cap i casal (interpretació) (partitures)[Enllaç no actiu]
- Els uns i els altres[Enllaç no actiu]
- Ígor Stravinski al pati de l'ateneu[Enllaç no actiu]
- Un llarg camí ens espera[Enllaç no actiu]
- La màgica nit de Sant Joan[Enllaç no actiu]
- Les llàgrimes de Sant Llorenç[Enllaç no actiu]
- Amunt els cors
- El padrí de noces[Enllaç no actiu]
- Albada a la torre de Sant Climent
- El ram de núvia[Enllaç no actiu]
- Albada festiva
- A Joanot Martorell[Enllaç no actiu]
- Coll de llop[Enllaç no actiu]
- Romanç de la Brígida i en Climent[Enllaç no actiu]
- Passejant per l'univers
- Cant de gesta
- El pregó de la festa
- El Torrent de l'Olla
- Records d'infantesa
- Una vida entre artistes
- Ofrena a Narcís Monturiol
- A l'amic Sebastià
- Sant Jordi en un bosc de violetes

### Algunes obres
- Catalunya durant la Gerra dels Trenta Anys[Enllaç no actiu] (per a dues cobles i narrador)

- Concert a les golfes (obra per la iniciació dels escolars a la cobla)
- Aventures i desventures del drac de l'estany (per a dues cobles i timbals)
- Concert per a tenora i cobla
- 1916, un aplec am la cobla "Antiga Pep" (per a cobla i timbals)
- Obertura concertant
- Sonata per a fagot i piano
- Diada de Corpus a Barcelona (marxa de processó per a banda)
- Tríptic per a cobla de tres quartans